# Styloniscus iheringi
Styloniscus iheringi là một loài chân đều trong họ Styloniscidae. Loài này được Verhoeff miêu tả khoa học năm 1951.